# عشق أباد (سفلى أردستان)
عشق أباد (بالفارسية: عشق‌آباد) هي قرية تقع في إيران في Sofla Rural District.